# 歌謡ドラマ
『歌謡ドラマ』（かようドラマ）は、NHKラジオ第1放送にて放送されたラジオドラマである。

## 概要
2002年ごろから夏季、冬季の特集番組として連続シリーズで放送されたものが反響を呼び、2004年4月から毎週火曜日の21:30 - 21:55の枠でレギュラー放送に踏み切った。
番組は演歌を中心とした歌謡曲を毎回1曲ずつ取り上げ、その曲を歌っている歌手が主演して、曲からイメージされる人間模様をドラマ仕立てで描くスタイルであった。
2005年4月からは毎月テーマを決め、それに沿った楽曲を選んで放送した。2007年は歌手の出演がなくなり、山下智子が全作品で主演している。タイトルナレーションも山下が担当。脇役にはNHKとの関係が深い81プロデュース所属声優、テアトル・エコー所属俳優などが出演している。

## 脚本
- 中島淳彦（自らも出演することがある）
- 大橋泰彦
- 岡本さとる
- 吉峰真琴

## 出演者
- 山下智子
- 武岡淳一
- 中尾隆聖
- 熊倉一雄
- 納谷悟郎
- 安原義人
- 太田淑子

## 音楽
- 佐野芳彦
- MONO（モノ）